# Maestro Pulce
Maestro Pulce - fiaba in sette avventure di due amici (Meister Floh – Ein Märchen in sieben Abenteuern zweier Freunde) è un racconto lungo dello scrittore tedesco E. T. A. Hoffmann pubblicato nel 1822, mutilato in due capitoli dalla censura prussiana sospettosa che Maestro Pulce, apparentemente una fiaba d'autore moderna, contenesse allusioni satiriche legate all'attività professionale di Hoffmann come membro di una Commissione investigativa dello stato prussiano dotata di poteri inquisitori. Il testo completo fu pubblicato solo nel 1908.

## Storia editoriale
E.T.A. Hoffmann (1776-1822), dopo gli studi universitari giuridici a Königsberg, entrò in magistratura nel 1800, ma ben presto iniziò a irritare le autorità con le sue satire e nel 1806 fu allontanato dal servizio dagli occupanti francesi; si dedicò quindi alla musica, alla pittura e alla letteratura. Fu riassunto all'amministrazione prussiana della giustizia nel 1814 e rimase in servizio fino alla morte. Il 1º ottobre 1819 divenne membro della "Immediat-Untersuchungs-Kommission zur Ermittlung hochverräterischer Verbindungen und anderer gefährlicher Umtriebe" ("Commissione direttissima d'inchiesta per l'indagine su associazioni eversive e altre attività demagogiche", IUK), una commissione investigativa istituita da Federico Guglielmo III di Prussia in seguito all'emanazione dei deliberati di Karlsbad, col compito di operare contro le organizzazioni cospiratorie nell'ambito della cosiddetta "Persecuzione dei demagoghi". Benché avverso ai nazionalisti esasperati, Hoffmann fu fermo nella convinzione che anche i funzionari dello stato fossero tenuti all'osservanza delle leggi; assunse, quindi, la difesa di numerosi inquisiti contro i metodi arbitrari utilizzati contro di loro dal direttore generale del ministero della polizia Karl Albert von Kamptz, che in "Maestro Pulce" Hoffmann rappresenterà come "Consigliere Knarrpanti".

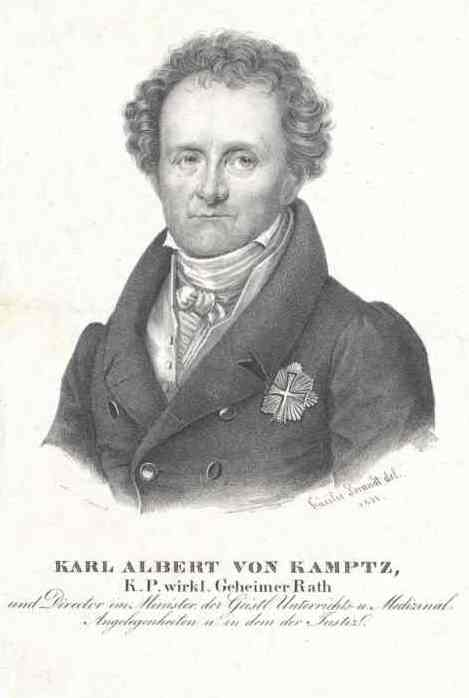
Karl Albert von Kamptz (litografia, 1831)

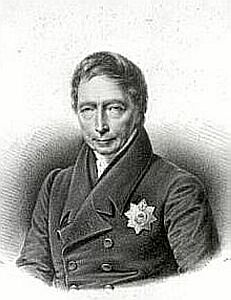
Friedrich von Schuckmann

Nell'agosto 1821, dopo che ebbe lasciato la "IUK", Hoffmann annunciò al suo editore di Francoforte Friedrich Wilmans di aver iniziato a scrivere una fiaba che avrebbe dovuto essere pubblicata nel periodo natalizio del 1821. Hoffmann, sofferente di una grave malattia neuromuscolare, procedette tuttavia a rilento nella scrittura e solo all'inizio di novembre 1821 poté inviare al suo editore i primi due capitoli del manoscritto, di cui tuttavia non aveva fatto copia. Pertanto Hoffmann non aveva più la prima parte del racconto quando scrisse i capitoli successivi che spedì in quattro invii entro il marzo 1822 al suo amico Hitzig perché li revisionasse.
Nel gennaio 1822 Kamptz e il ministro dell'Interno e della Polizia Friedrich von Schuckmann, venuti a conoscenza del contenuto dello scritto di Hoffmann grazie a spie e informatori, fecero confiscare il manoscritto di Meister Floh allo stampatore Wilmans e vi identificarono due sequenze – nel quarto e nel quinto capitolo (chiamati da Hoffmann "avventure") – in cui, a giudizio di Kamptz e Schuckmann, erano riscontrabili dei passi con contenuti «contrari alla legge e punibili». Il 19 gennaio Hoffmann scrisse a Wilmans di tagliare alcuni passi dell'opera; ma la lettera pervenne il 23 gennaio, dopo che il manoscritto era già stato sequestrato, fu consegnata da Wilmans alla polizia, utilizzata da Kamptz e Schuckmann come testimonianza della colpevolezza di Hoffmann contro il quale si chiesero iniziative disciplinari. Su consiglio di Hitzig, il 4 febbraio 1822 Hoffmann scrisse al cancelliere prussiano Karl August von Hardenberg una memoria difensiva (“Verteidigungsschrift”) in cui dichiarava che Meister Floh era un'opera umoristica e fantastica, non satirica. Il procedimento disciplinare intentato contro Hoffmann non fu tuttavia mai portato a termine perché l'autore, gravemente malato, morì poco dopo.
Maestro Pulce fu pubblicato il 30 aprile 1822, priva di parte delle "avventure" quattro e cinque (la cosiddetta "trama di Knarrpanti"); Hoffmann aveva tuttavia dato il proprio assenso ai tagli della censura. I critici contemporanei ebbero l'impressione che la narrazione mancasse di coerenza. Goethe lo accolse con freddezza; Heine, che pure ammirava Hoffmann, non lo capì: definì "divino" il primo capitolo, ma trovò noiosi i successivi, aggiungendo che «se il rilegatore avesse legato i fogli a caso nessuno se ne sarebbe accorto». Il testo eliminato dalla censura fu scoperto solo nel 1906 da Georg Ellinger nell'Archivio Segreto di Stato a Berlino e il testo completo, curato da Hans von Müller, fu pubblicato nel 1908, ottantasei anni dopo la morte di Hoffmann.
Meister Floh è stato tradotto in numerose lingue. Sono registrate almeno sette traduzioni in lingua italiana: Giorgio Imperatori (1943), Giorgio Vigolo (1944), Gemma Sartori (1981), Laura Bocci (1994), Luca Crescenzi (1997), Alberto Schiavone (2010) e Matteo Galli (2014).

## Trama
Il racconto è diviso in sette capitoli, che Hoffmann chiama "avventure". Il testo di ciascuna avventura è preceduto da brevi intertitoli riassuntivi in prosa.

### Prima avventura

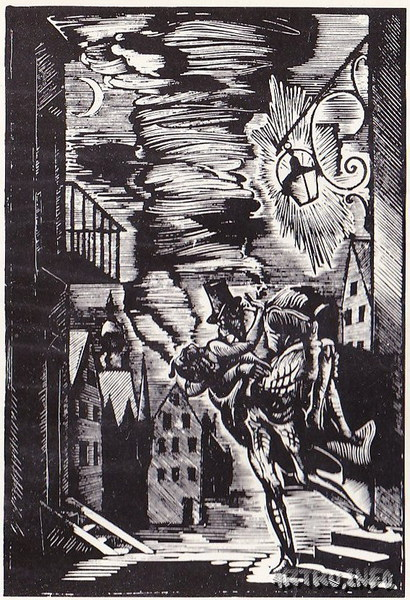
Peregrinus porta a casa la giovane Aline (illustrazione di Aleksej Kravčenko)

Peregrinus Tyß torna a casa, a Francoforte sul Meno, dopo tre anni di peregrinazioni e scopre che, durante la sua assenza, i suoi genitori sono morti. Il padre, un ricco uomo d'affari, gli ha lasciato in eredità una grande abitazione. Peregrinus, timido e un po' misantropo e misogino, vive quindi una vita solitaria, assistito da Aline, anziana e brutta governante della famiglia Tyß la quale si prende cura di tutto permettendo al trentaseienne Peregrinus di vivere come se la sua infanzia non fosse ancora finita. Per Natale Peregrinus si regala giocattoli e libri per l'infanzia che poi regala ai bambini poveri. Peregrinus si stupisce di trovare vuoto uno dei pacchetti natalizi che aveva preparato per sé. In seguito si reca a casa del povero rilegatore di libri Lämmerhirt per lasciare dei regali ai bambini. Mentre sta per uscire da casa Lämmerhirt, gli si fa incontro una donna molto graziosa che finge di conoscerlo da molto tempo. La misteriosa donna, che dice di chiamarsi anch'essa Aline e sembra essere ben informata sulle abitudini di Peregrinus, si fa prendere in braccio dal giovane, che sta ritornando a casa a piedi, quindi, fingendo si perdere i sensi, fa sì che Peregrinus la porti nella propria abitazione. Qui la giovane Aline chiede a Peregrinus la consegna di un prigioniero che si troverebbe nell'appartamento. Ma Peregrinus non ha idea di chi stia cercando la donna, la quale poi va via da casa indispettita.

### Seconda avventura

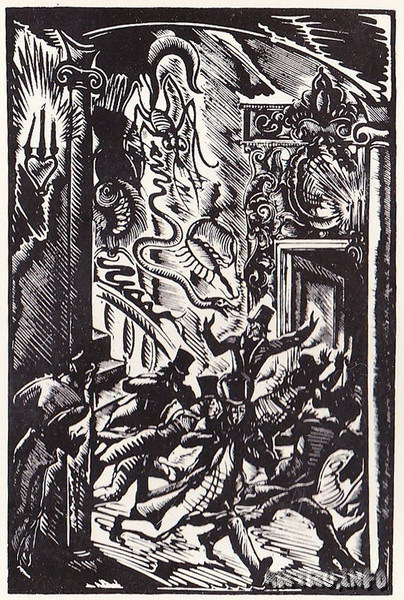
Tumulti al circo delle pulci (illustrazione di A. Kravčenko)

La seconda avventura si svolge inizialmente in casa del domatore di pulci Leuwenhoek il quale gestisce un circo delle pulci dove, per mezzo di un "microscopio notturno", si può assistere alle evoluzioni di pulci ammaestrate travestite da soldati. Le pulci però sono appena scappate con il loro "Maestro" e il pubblico ora grida che il domatore di pulci è un imbroglione. George Pepusch, un amico di Leuwenhoek, viene a sapere che è scomparsa anche la bella Dörtje Elverdink, che il domatore di pulci teneva come una schiava e usava come attrazione per il suo spettacolo. George aveva detto a Leuwenhoek di essere innamorato di Dörtje. Il domatore di pulci aveva confidato a Pepusch che egli era il fabbricante di microscopi Antoni van Leeuwenhoek, sepolto nell'antica chiesa di Delft nel 1723, che inoltre era anche un negromante e che Dörtje Elverdink era in realtà la principessa Gamaheh, figlia del re Sekakis e della Regina dei fiori. Per sfuggire al principe Sanguisuga, il più grande nemico della Regina dei fiori, la principessa Gamaheh si era rifugiata a Famagosta, dove però era stata rintracciata da Sanguisuga che l'aveva morsa per succhiarle il sangue. Il genio Thetel aveva ucciso il principe Sanguisuga e rimpicciolito la principessa che era stata poi adagiata sul polline di un tulipano. Lì la principessa aveva dormito fino a quando un negromante, per mezzo di un potente microscopio solare, la vide e informò Leeuwenhoek della scoperta. Leeuwenhoek riuscì a svegliare la principessa e a riportarla alla sua dimensione naturale. Da allora Leeuwenhoek considera la principessa di sua proprietà e lei lo accompagna nei suoi viaggi; in Germania la chiamano Aline. George Pepusch dichiara allora a Leeuwenhoek di essere un cardo (Cactus Grandiflorus) di nome Zeherit, di aver ucciso il principe Sanguisuga per mezzo delle sue punte e che sarebbe stato in grado di riportare in vita la principessa se non fosse stato preceduto dall'intervento improvvido e intempestivo del genio Thetel. Pepusch insulta quindi il domatore di pulci e gli distrugge il microscopio. Più tardi Pepusch, camminando senza meta di notte per le strade di Francoforte, all'improvviso vede Dörtje Elverdink attraverso una finestra illuminata; quando si avvicina alla finestra per osservarla più da vicino, viene fermato da un guardiano notturno che lo arresta come presunto scassinatore.

### Terza avventura

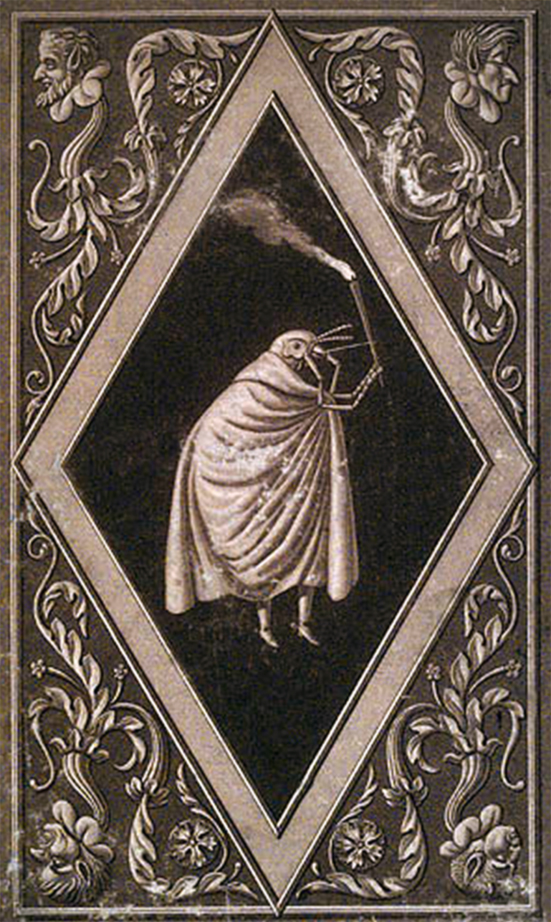
Maestro Pulce con stivali, veste e torcia (immagine della seconda edizione, 1826)

Nella sua camera da letto, Peregrinus Tyß viene svegliato da un piccolo essere, alto appena una spanna: è "Maestro Pulce", la guida carismatica delle pulci, di solito visibile dagli esseri umani solo con una lente d'ingrandimento. Maestro Pulce racconta a Peregrinus che era nella scatola apparentemente vuota che Peregrinus aveva scartato il giorno di Natale e che bella Aline, la ragazza che Peregrinus aveva portato in casa la sera prima, è la principessa Gamaheh, chiamata anche Dörtje Elverdink. Era stato Maestro Pulce ad aver svegliato la principessa Gamaheh dal suo sonno nel tulipano, ma lei lo aveva tradito col domatore di pulci. Costui, a sua volta, ha bisogno di Mastro Pulce per poter dominare il popolo delle pulci. La principessa Gamaheh sta ora cercando Maestro Pulce per consegnarlo al domatore e farà di tutto per catturarlo. Peregrinus promette a Mastro Pulce che non lo consegnerà mai a lei. Maestro Pulce promette a Peregrinus che gli darà un microscopio del pensiero, un piccolissimo strumento che sarà inserito nell'occhio di Peregrinus e gli permetterà di leggere i pensieri delle persone; la funzione sarà attivata ogni qual volta Peregrinus schioccherà le dita.
La mattina dopo Peregrinus apprende dalla sua governante Aline che la principessa non è ancora uscita da casa ma è rimasta nella stanza di un inquilino, il vecchio signor Swammerdamm (che per brevità di solito si fa chiamare Swammer). Poco dopo, Swammerdamm si presenta a Peregrinus per annunciargli la presenza di Dörtje. Come il suo collega Leuwenhoek, anche Swammerdamm è un microscopista, identico al naturalista olandese Jan Swammerdam morto nel 1680. Si scopre che Swammerdamm è il negromante che scoprì la principessa Gamaheh addormentata in un tulipano e chiese aiuto al domatore di pulci Leuwenhoek per svegliare e liberare la principessa dal tulipano; Leuwenhoek si impadronì della principessa e da allora i due negromanti microscopisti sono diventati nemici. Poco dopo che Swammerdamm è uscito, appaiono all'improvviso i delegati del consiglio comunale di Francoforte che dicono a Peregrinus che devono arrestarlo e confiscare i suoi documenti. Peregrinus non ha altra scelta che seguirli. Mastro Pulce, accomodato nella sciarpa di Peregrinus, lo accompagna.

### Quarta avventura

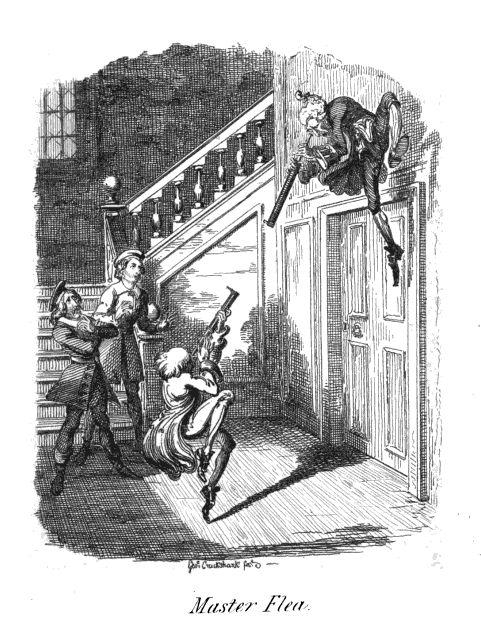
Duello con i cannocchiali fra Leuwenhoek e Swammerdamm

In prigione Peregrinus incontra George Pepusch, che è ancora in arresto. I due si sono conosciuti tempo prima a Madras. Si scopre che il responsabile dell'arresto di Peregrinus è il consigliere privato Knarrpanti, il quale ha sentito dire che la vigilia di Natale una donna di alto rango era stata rapita durante una festa data da un banchiere. In realtà in città non manca nessuna donna illustre, ma Knarrpanti teorizza che «una volta trovato il delinquente, il delitto commesso sarebbe saltato fuori da sé»". Per Knarrpanti Peregrinus è colpevole di rapimento perché due testimoni lo hanno visto portare in braccio una giovane donna nella sua abitazione. Peregrinus racconta a Pepusch cosa è successo nel frattempo in casa sua. Poco dopo Peregrinus viene scarcerato per mancanza di prove e si rende garante per Pepusch in modo che anche quest'ultimo possa essere rilasciato. Nel tragitto verso casa, con l'aiuto del microscopio di Maestro Pulce Peregrinus può capire i pensieri delle persone che incontra. Ritornato a casa, davanti alla stanza di Swammerdamm Peregrinus vede il domatore di pulci Leuwenhoek il quale attende il suo nemico Swammerdamm. Quando finalmente l'altro compare, Leuwenhoek e Swammerdamm iniziano a battersi in duello utilizzando come arma i propri cannocchiali. Peregrinus quindi sale nel suo appartamento, dove lo sta aspettando Dörtje. La giovane dichiara a Peregrinus di amarlo e come pegno d'amore chiede la consegna di Maestro Pulce. Prima che Peregrinus acconsenta, irrompe improvvisamente nella stanza Pepusch; la principessa sviene, e Pepusch la porta via.

### Quinta avventura

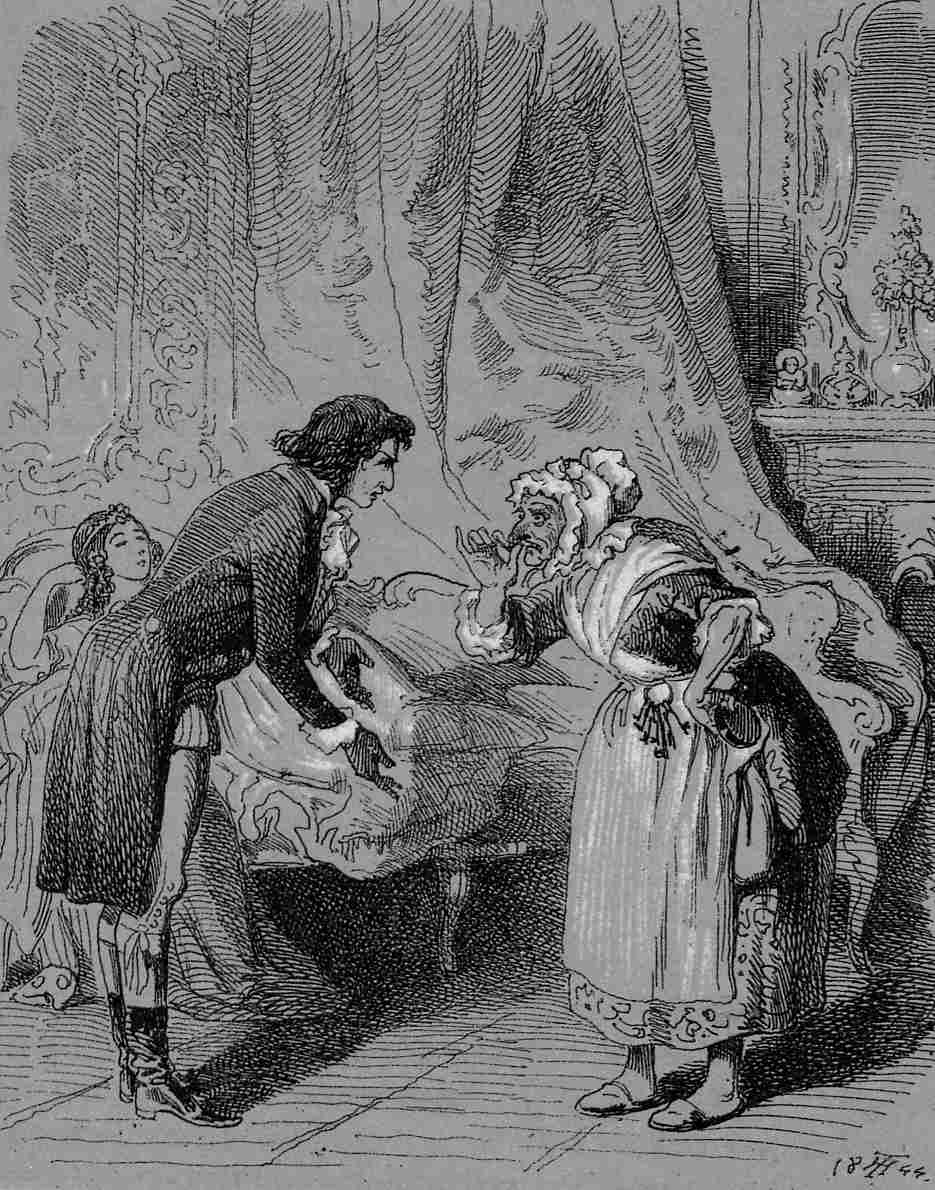
Peregrinus, la vecchia governante Aline e la bella Aline/Dörtje/Gamaheh a letto

Peregrinus viene nuovamente interrogato dal consigliere Knarrpanti, il quale ha già sequestrato ed esaminato le lettere e il diario del giovane alla ricerca di prove relative all'accusa di rapimento di una giovane donna. In particolare Knarrpanti chiede a Peregrinus spiegazioni sui rapimenti accennati dal giovane nelle sue recensioni di spettacoli quali Il ratto dal serraglio di Mozart o la commedia Il ratto di Jünger. Grazie alla lente microscopica di Maestro Pulce Peregrinus legge i pensieri dell'inquisitore e comprende che Knarrpanti non lo considera affatto colpevole, ma intende esagerare intenzionalmente la gravità dei fatti per mettersi in evidenza agli occhi del suo sovrano. Grazie alle informazioni ottenute, Peregrinus si comporterà in modo tale da riuscire a farsi prosciogliere. Tornato a casa, la governante Aline lo informa che in casa, nella stanza di Swammerdamm, è ricoverata, sofferente, la principessa Gamaheh, detta anche Dörtje; la governante ha conversato con lei e chiede perciò a Peregrinus di restituire finalmente alla principessa la piccola creatura che le era sfuggita. Peregrinus rifiuta risolutamente, poi abbandona la propria abitazione e si rifugia nella natura, accompagnato da Maestro Pulce nascosto nei suoi indumenti. Maestro Pulce dice a Peregrinus di aver elaborato un piano per stabilire a chi debba appartenere la principessa; ma prima che Maestro Pulce possa dare ulteriori dettagli, improvvisamente da un cespuglio spunta fuori Pepusch che sfida Peregrinus a un duello alla pistola. Pepusch spara immediatamente a Peregrinus, ma lo manca; Peregrinus risponde sparando di proposito in aria. Pepusch allora se ne va via di corsa, dicendo ad alta voce che la principessa sta morendo nell'appartamento di Swammerdamm. Peregrinus, in compagnia di Maestro Pulce, si dirige a casa sua dove trova effettivamente la principessa Gamaheh morente; ancora una volta la giovane donna dichiara a Peregrinus di amarlo e gli chiede la consegna del prigioniero. Peregrinus si accinge a emettere un nuovo rifiutare, ma è preceduto da Maestro Pulce che salta lui stesso sulla principessa malata.

### Sesta avventura

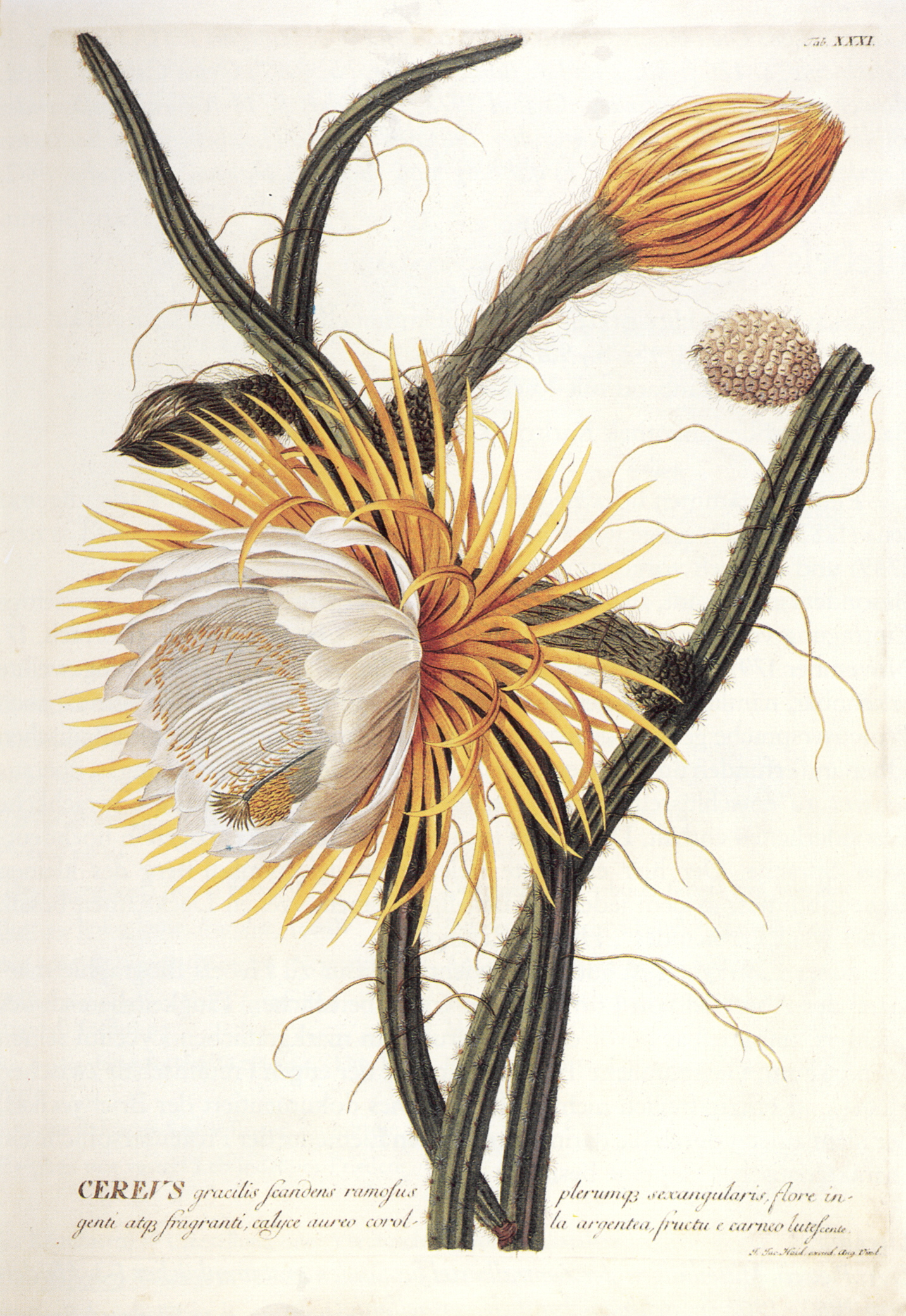
Cactus Grandiflorus (incisione di Johann Jacob Haid)

In un'osteria di Francoforte giungono due strani forestieri: Douanier Egel e il maestro di ballo Legénie; sono in realtà rispettivamente il principe Sanguisuga e il genio Thetel, già conosciuti dalla narrazione di Leuwenhoek nella seconda avventura. I due sono giunti a Francoforte per reclamare ciascuno per sé la principessa; iniziano quindi a litigare finché l'oste non li manda via dal locale. Mentre i due continuano a litigare davanti all'ingresso dell'osteria, giunge Pepusch. L'oste separa i litiganti e sollecita Pepusch a entrare nella locanda. Pepusch racconta di aver quasi ucciso in duello il suo amico Peregrinus e di essersi poi sparato in testa per la disperazione. Quando mostra le pistole come prova, si scopre che sono solo pistole giocattolo di legno. L'oste informa Pepusch che Peregrinus era stato poco prima nella sua osteria, aveva detto di aver rinunciato all'amore di Dörtje e che si sarebbe recato dal domatore di pulci Leuwenhoek per ottenere un oroscopo. Poco dopo Leuwenhoek legge l'oroscopo a Peregrinus: il giovane possiede un talismano, un carbonchio rosso, il cui potere diventerebbe effettivo solo attraverso un evento specifico non ancora identificato. Giungono poi progressivamente gli altri personaggi: giunge dapprima Pepusch (a cui Peregrinus conferma di aver rinunciato a Dörtje), quindi giungono Swammerdamm e Dörtje, il principe Sanguisuga e Thetel. Leuwenhoek e Swammerdamm vorrebbero riprendere il duello con i loro cannocchiali, ma vengono separati a fatica da Pepusch e Peregrinus. Dörtje chiede poi a Peregrinus di sposarla, ma lui rifiuta ancora una volta a causa delle promesse fatte a Pepusch e a Maestro Pulce.

### Settima avventura

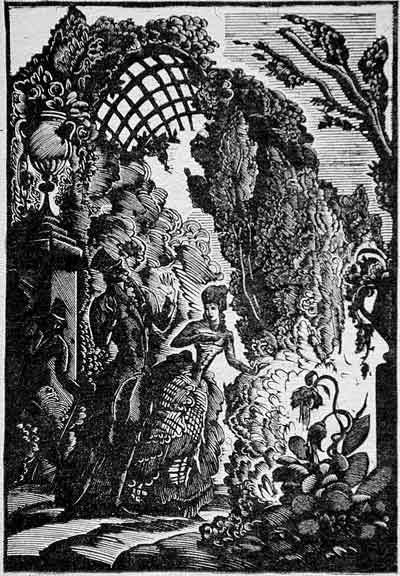
Peregrinus e Röschen nel giardino, a sinistra il cardo e il tulipano (illustrazione di Aleksej Kravčenko)

Peregrinus, che ha finalmente rinunciato alla principessa Gamaheh, si innamora di Röschen Lämmerhirt, figlia del rilegatore di libri incontrato nella prima avventura, una ragazza giovane, graziosa e pia. Peregrinus decide di non utilizzare più il microscopio del pensiero poiché non porta felicità conoscere i pensieri degli altri. In sogno Peregrinus si convince di essere lui stesso il potente re Sekakis, e che il suo talismano, il carbonchio rosso, corrisponde al suo amore per Röschen. Il raggio del talismano di Peregrinus distrugge i cattivi (i due negromanti, Thetel ed Sanguisuga) e lega insieme Pepusch e la principessa Gamaheh. Peregrinus sposa Röschen, e Pepusch la principessa. Ma Pepusch e Dörtje scompaiono durante la prima notte di nozze; l'indomani mattina nel giardino si troverà un cardo sbiadito dentro il quale si annida un tulipano appassito. Maestro Pulce deve ritornare fra la sua gente; ritornerà tuttavia di tanto in tanto, soprattutto alla vigilia di Natale, per portare piccoli regali, costruiti dalle pulci più abili, al figlio di Peregrinus e di Röschen.

## Critica
Il testo di Maestro Pulce fu sottoposto a profonde analisi e valutazioni prima ancora della sua pubblicazione: da un lato autorità statali evidenziarono, nella cosiddetta "Trama Knarrpanti", temi di satira politica utilizzati per giustificare l'opera censoria attuata nell'ambito degli illiberali deliberati di Karlsbad, dall'altro lo stesso autore, peraltro gravemente ammalato e in condizioni di grave disabilità motoria, intervenne per mezzo di una memoria difensiva indirizzata al cancelliere Hardenberg per definire la sua poetica. Già il testo della prima edizione (1822) attirò sull'opera critiche di eterogeneità e scarsa coerenza; accuse analoghe furono peraltro ribadite talora anche sul testo integrale nel 1908. Di recente è stato sostenuto che l'eterogeneità del testo è un espediente stilistico deliberato che rimanda al grottesco letterario, con evidenti riferimenti alla tradizione menippea post-bachtina.
Hoffmann definisce il genere letterario di Maestro Pulce nel sottotitolo "Ein Märchen in sieben Abenteuern zweier Freunde" ("fiaba in sette avventure di due amici"). «Märchen» è il vocabolo tedesco che indica una fiaba classica; le fiabe di Hoffmann in generale, e Maestro Pulce in particolare, sono state definite più propriamente in tedesco "Kunstmärchen", laddove il sostantivo "Kunst" significa "artistico", "artificiale", “artefatto” e può essere tradotta in italiano con l'espressione "fiaba d'autore". Per Matteo Galli, caratteristiche delle Kunstmärchen di Hoffmann sono il lieto fine, a cui il protagonista perviene attraverso un itinerario di conoscenza di sé in prossimità del romanzo di formazione (in tedesco Bildungsroman), un genere letterario che ebbe grande diffusione in area tedesca tra la fine del XVIII e i primi decenni del XIX secolo. Su questi assi strutturali, si innestano alcuni complessi tematici culturali e scientifici «virati qui in una declinazione ironico-magico-fiabesca». In particolare, i personaggi di Maestro Pulce utilizzano ingegnosi dispositivi ottici.

## Edizioni

### In lingua tedesca
- (DE) Meister Floh – Ein Märchen in sieben Abenteuern zweier Freunde, Frankfurt am Mayn, Friedrich Wilmans, 1822.
- (DE) E.T.A. Hoffmann, Meister Floh. Ein Märchen in sieben Abentheuern zweier Freunde von E.T.A. Hoffmann. Zum ersten Mal vollständig, a cura di Hans von Müller, illustrazioni di Ernst Stern, Berlin, Julius Bard, 1908.
- (DE) E.T.A. Hoffmann, Meister Floh, in Gerhard Allroggen, Friedhelm Auhuber, Hartmut Mangold, Jörg Petzel e Hartmut Steinecke (a cura di), Sämtliche Werke in sechs Bänden. Späte Prosa: Briefe, Tagebücher und Aufzeichnungen, Juristische Schriften: Werke 1814-1822, collana Collezione Bibliothek deutscher Klassiker; 185, vol. 6, Frankfurt am Main, Deutscher Klassiker Verlag, 2004,  pp. 303-467, ISBN 3618609000.

### Traduzioni
- Maestro Pulce, collana Collezione Corona; 38, traduzione di Giorgio Imperatori, Milano, Valentino Bompiani Editore, 1943.
- Maestro Pulce, collana Collezione Prisma. Scrittori d'ogni paese, traduzione di Giorgio Vigolo, Roma, Perrella Editrice, 1944.
- Maestro Pulce, in Racconti, collana Collezione I grandi scrittori stranieri, traduzione di Gemma Sartori, Torino, UTET, 1981,  pp. 280-472, ISBN 88-02-03594-6. Contiene: Il Maggiorasco, Il Mago Sabbiolino, Il consigliere Krespel, Fantasmi, La scelta della fidanzata, Maestro Pulce.
- Mastro Pulce: fiaba in sette avventure, traduzione di Giorgio Vigolo, Nota di Claudio Magris, Torino, Einaudi, 1991, ISBN 88-06-12547-8.
- (EN) E.T.A. Hoffmann, Master Flea, in Ritchie Robertson (a cura di), The Golden Pot: and Other Tales, traduzione di Ritchie Robertson, Oxford, Oxford University Press, 1992,  pp. 239–375, ISBN 0192826522.
- Mastro Pulce, in La principessa Brambilla; Mastro Pulce, collana I grandi libri Garzanti; 536, traduzione di Laura Bocci, Milano, Garzanti, 1994, ISBN 88-11-58536-8.
- Maestro Pulce, in Fiabe, collana Grandi tascabili economici; 427, traduzione di Luca Crescenzi, Roma, Newton Compton, 1997, ISBN 88-8183-586-X. Contiene: Piccolo Zaccheo detto Cinabro, La principessa Brambilla, Maestro Pulce.
- Mastro Pulce, traduzione di Alberto Schiavone, Firenze, Barbès, 2010, ISBN 978-88-6294-167-9.
- Mastro Pulce, in Fiabe, collana Collezione Hoffmanniana; 3, traduzione di Matteo Galli, Roma, L'orma, 2014, ISBN 978-88-98038-49-7. Contiene:  Il piccolo Zaches, La principessa Brambilla, Mastro Pulce.